# Mis Montañas
Mis Montañas es un libro de memorias publicado en 1893 por el político e intelectual riojano Joaquín V. González. Este libro es considerado por su autor, como el más intimo y personal de los que escribió.

## Trama
Se trata de un libro autobiográfico de Joaquín V. González, escrito en primera persona. Pero, al mismo tiempo, constituye un documento que refleja la realidad nacional de la época, y que rememora los paisajes de su infancia y las costumbres de los tiempos pasados. En esta obra se pueden diferenciar tres planos de escritura del autor: por un lado aquello que menciona a partir de referencias documentales; por otro aquello visto y oído por el mismo; y finalmente, lo personalmente vivido por él. El libro se caracteriza por estar escrito con un estilo ameno, con abundancia de figuras literarias que tienden a resaltar la belleza de las imágenes sensoriales descriptas por González. A lo largo del libro, describe la provincia de La Rioja, especialmente los paisajes en los cuales desarrollo su vida, como Chilecito, Nonogasta y la capital provincial; en los que describe personajes, costumbres y tradiciones.

## Otras referencias
En Samay Huasi, una finca perteneciente a la Universidad Nacional de La Plata ubicada en la localidad de Chilecito, en la provincia argentina de La Rioja, se encuentra el Museo Regional “Mis montañas”, que cuenta con varias salas en las que se exhiben materiales de interés arqueológico y geológico, además de referencias a la fauna de la región.